# Brzezdoma
Brzezdoma, Przezdoma – staropolskie imię męskie, być może opisowe, a nie życzące, złożone z członów Brzez-, Przez- ("bez") i -doma ("dom"; psł. *domъ oznacza "pomieszczenie, gdzie człowiek żyje ze swoją rodziną"; "wszystko, co jest w domu, rodzina, mienie, majątek", "ród, pokolenie", "strony rodzinne, kraj ojczysty"). Być może oznaczało "tego, który nie ma domu".